# Heynsdyk

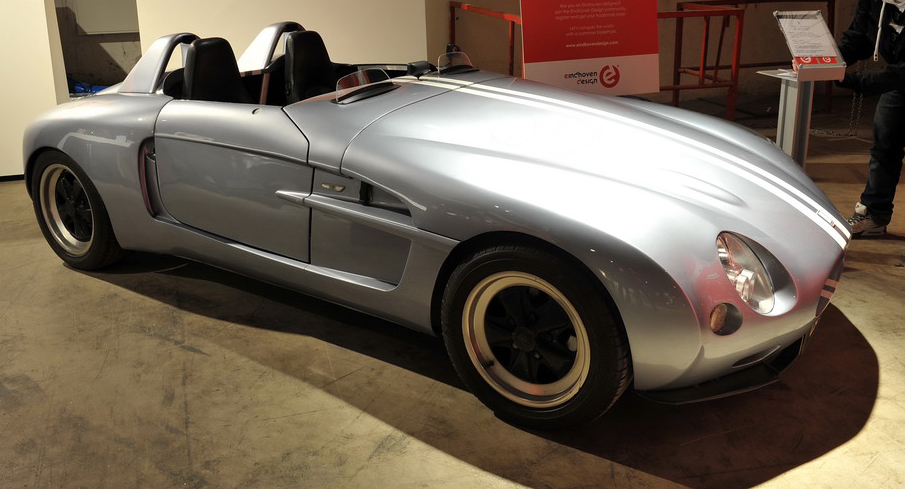
Heynsdyk 2500 SF

Heynsdyk was een Nederlands automerk, dat in 2010 door Ronald Heijnsdijk is opgericht.
Heynsdyk maakte een sportwagen op basis van de Porsche 944, genaamd Heynsdyk 2500 SF. De auto kon kant-en-klaar en als bouwpakket gekocht worden.
Op 11 september 2012 werd Heynsdyk failliet verklaard.

## Bron
1. ↑  Faillissement Heynsdyk Sportscars Bv